# Saint-Hilaire-la-Gérard
Saint-Hilaire-la-Gérard är en kommun i departementet Orne i regionen Normandie i nordvästra Frankrike. Kommunen ligger i kantonen Sées som tillhör arrondissementet Alençon. År 2018 hade Saint-Hilaire-la-Gérard 134 invånare.

## Befolkningsutveckling
Antalet invånare i kommunen Saint-Hilaire-la-Gérard
| Referens: INSEE |